# Lee Metcalf

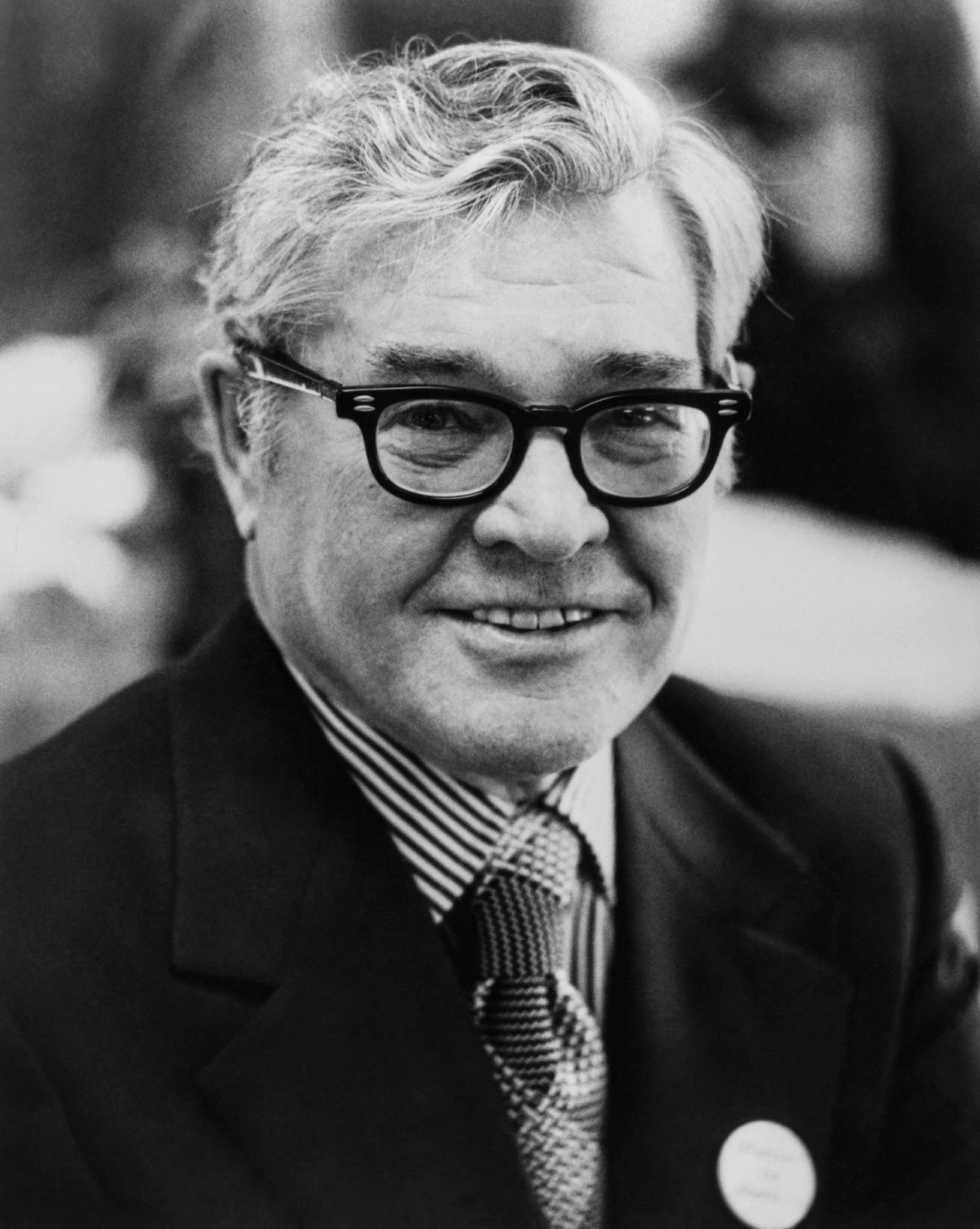
Lee Metcalf

Lee Warren Metcalf (* 28. Januar 1911 in Stevensville, Ravalli County, Montana; † 12. Januar 1978 in Helena, Montana) war ein US-amerikanischer Politiker (Demokratische Partei), der den Bundesstaat Montana in beiden Kammern des US-Kongresses vertrat.

## Frühe Jahre und Kriegseinsatz
Metcalf machte 1936 seinen Abschluss an der Stanford University, wo er der Studentenverbindung Sigma Chi angehörte. Er erwarb danach sein juristisches Examen an der Montana State University, wurde ebenfalls noch 1936 in die Anwaltskammer von Montana aufgenommen und begann als Jurist zu praktizieren. 1937 war er als Abgeordneter im Repräsentantenhaus von Montana erstmals politisch aktiv; im selben Jahr wurde er stellvertretender Attorney General des Staates, was er bis 1941 blieb. Im Dezember 1942 trat Metcalf der US Army bei. Nach der Ausbildung auf der Offiziersschule wurde er zum Einsatz in Europa eingeteilt. Er nahm an der Operation Overlord und der Verteidigung gegen die deutsche Ardennenoffensive teil.
Nach Kriegsende blieb Metcalf in Deutschland und kümmerte sich unter anderem um die Belange von Displaced Persons. Er half bei der Verfassung von Richtlinien für die ersten freien Wahlen auf lokaler Ebene und überwachte die Wahlen in Bayern. Im April 1946 wurde er im Rang eines First Lieutenant ehrenhaft aus der Armee entlassen.

## Politische Laufbahn
Metcalf kehrte in die USA zurück und wurde noch im Jahr 1946 beigeordneter Richter am Obersten Gerichtshof von Montana, was er bis 1952 blieb. Am 3. Januar 1953 zog er für die Demokraten erstmals ins Repräsentantenhaus der Vereinigten Staaten ein; es folgten drei Wiederwahlen, sodass er dort bis zum 3. Januar 1961 verblieb. Danach kandidierte er für den US-Senat und war ebenfalls siegreich. 1966 und 1972 wurde er jeweils wiedergewählt. Während seiner Zeit im Kongress war er unter anderem stellvertretender Vorsitzender des Joint Committee on Congressional Operations.
Im Juni 1963 wurde Metcalf als Vertreter des erkrankten Präsidenten pro tempore, Carl Hayden aus Arizona, zum Permanent Acting President pro tempore des Senats ernannt, um dessen Pflichten bis zu seiner Rückkehr zu erfüllen. Da bei der Ernennung keine zeitliche Begrenzung vorgegeben wurde, behielt Metcalf diesen Ehrentitel, den er als einziger Senator in der Geschichte führte, bis zu seinem Tod im Januar 1978.

## Würdigung
Die Asche von Lee Metcalf, der eine Feuerbestattung verfügt hatte, wurde über einem seiner bevorzugten Gebiete in der Wildnis von Montana verstreut. Im Jahr 1983 verfügte der Kongress die Schaffung einer Wilderness Area unter dem Namen Lee Metcalf Wilderness im Südwesten Montanas. Auch ein Naturschutzgebiet ist nach ihm benannt.
Bei einer Umfrage der Zeitung Missoulian nach den 100 einflussreichsten Bürgern Montanas in der Geschichte des Staates belegte Metcalf den 15. Platz.